# Pellenes campylophorus
Pellenes campylophorus är en spindelart som först beskrevs av Tord Tamerlan Teodor Thorell 1875.  Pellenes campylophorus ingår i släktet Pellenes och familjen hoppspindlar. Inga underarter finns listade i Catalogue of Life.